# اندیس خاک صنعتی بکندی
خاک صنعتی بکندی یک اندیس غیرفلزی است که در حوالی شهر قزوین استان قزوین قرار دارد و مادهٔ معدنی موجود در آن، خاک صنعتی است.سنگ میزبان این اندیس توفهای سبز کرج است و دیرینگی آن به دوران ائو- الیگومیوسن می‌رسد. در این اندیس، پاراژنز‌های ایلیت - ژیپس - هماتیت یافت می‌شوند.